# Bernhardine zur Lippe
Bernhardine zur Lippe (* 14. Oktober 1563; † 25. August 1628 in Oberbronn) war durch Heirat Gräfin zu Leiningen-Leiningen.

## Leben
Sie war eine Tochter des Grafen Bernhard VIII. zu Lippe (1527–1563) aus dessen Ehe mit Katharina (1524–1583), Tochter des Grafen Philipp III. von Waldeck-Eisenberg.
1578 heiratete sie Ludwig von Leiningen-Westerburg (* 1557; † 1622), Graf zu Leiningen-Leiningen. Mit ihm hatte sie neun Kinder:
1. Georg Philipp (* 10. Dezember (Januar?) 1579; † 10. August 1589)
2. Amalie (* 1581; † 12. Mai 1582)
3. Ursula Maria (* 14. Februar 1583; † 19. Januar 1638) ⚭ 1606 Graf Max zu Pappenheim
4. Simon (* 7. Januar 1584; † 1585)
5. Amalie (* 14. November 1586; † 19. März 1604)
6. Johann Casimir (* 1. Februar 1587; † 30. (20.?) September 1635), Graf zu Leiningen-Leiningen ⚭ 1617 Martha von Hohenlohe-Weikersheim (* 1575; † 1638)
7. Anastasia (* 30. November 1588) ⚭ 1624 Graf Conrad Wilhelm von Tübingen
8. Philipp II. (* 5. Januar 1591; † 9. Februar 1668),[3] Graf zu Leiningen-Rixingen ⚭ 1618 Agathe Katharina Schenk zu Limpurg (* 1595; † 1664)
9. Ludwig Emich (* 24. August 1595; † 1. Juni 1635),[3] Graf von Westerburg-Leiningen-Oberbronn

Sie starb 1628.